# Mašḫuitta
Mašḫuitta (Alternativlesung: Parḫuitta) war ein König im Westen Kleinasiens, möglicherweise der letzte aus hethitischen Quellen bekannte König von Mira.
Mašḫuitta wird in einem bruchstückhaft erhaltenen Brief (KBO 18.18, CTH 186.4) eines  hethitischen Großkönigs, vielleicht Šuppiluliuma II., der allerdings „wegen seines schlechten Erhaltungszustandes nur grob in die letzte Hälfte des 13. Jh.s zu datieren“ ist. mit dem Titel „Großkönig“ angesprochen, ohne dass der Landesname erhalten ist. Da der Inhalt nach Westanatolien verweist, kommt nach Meinung von Frank Starke nur das Land Mira infrage. Demnach konnte sich dieses Land als früherer Vasall des hethitischen Königs von diesem lösen und weitere Gebiete unterwerfen. Dagegen vermutet der Altorientalist Gerd Steiner, Mašḫuitta sei ein König von Aḫḫijawa gewesen. Dieses hält er allerdings – im Gegensatz zur stark vorherrschenden Meinung – für ein anatolisches Reich im Südwesten Kleinasiens Steiner zufolge stammt der Brief vom hethitischen Großkönig Ḫattušili III. (ca. 1266–1236 v. Chr.), der auch als der wahrscheinliche Verfasser des Tawagalawa-Briefs gilt, in dem der Herrscher von Aḫḫijawa ebenfalls als „Großkönig“ angeredet wird.